# Vasîlivka, Tîvriv
Vasîlivka (în ucraineană Василівка) este localitatea de reședință a comunei Vasîlivka din raionul Tîvriv, regiunea Vinnița, Ucraina.

## Demografie
Componența lingvistică a localității Vasîlivka
     Ucraineană (97,58%)
     Rusă (1,45%)
     Alte limbi (0,81%)
Conform recensământului din 2001, majoritatea populației localității Vasîlivka era vorbitoare de ucraineană (97,58%), existând în minoritate și vorbitori de rusă (1,45%).